# Синиша Михайлович
Синиша Михайлович (на сръбски: Синиша Михајловић или Siniša Mihajlović) е югославски футболист и футболен треньор. Смятан е за един от най-добрите изпълнители на пряк свободен удар за всички времена. С ляв крак е вкарвал голям брой голове директно от фаулове и статични положения. Отбелязвал е хеттрик само от преки свободни удари в мача между Лацио и Сампдория. Това му донася и популярния прякор „Бомбардировача от Борово“.

## Биография
Роден е на 20 февруари 1969 г. във Вуковар, Югославия. Въпреки че е роден във Вуковар, той израства в Борово Населие. Започва да играе във футболния отбор НК „Борово“. 
Синиша Михайлович страда от левкемия, усложненията от която водят до неговата смърт на 16 декември 2022 г.

## Кариера

### Състезателна кариера
На Клубно ниво Михайлович е играл за Войводина (Нови Сад), Цървена Звезда, Рома, Сампдория, Лацио, Интер. Неговият най-голям успех е спечелването на КЕШ с отбора на Цървена Звезда през сезон 1990/1991, когато на финала Звезда побеждава Олимпик Марсилия след дузпи 5:3. При единадесет метровите удари един от тях реализира и Михайлович. Преди това на полуфинала срещу Байерн Мюнхен в Белград, открива резултата от пряк свободен удар. Синиша Михайлович е част от тима и при спечелването на Междуконтиненталната купа, срещу чилийския Коло-Коло с победа 3:0.
За националния отбор има 63 мача и 10 отбелязани голове. Участвал е на Мондиал 1998 във Франция и ЕВРО 2000 в Белгия и Холандия.

### Треньорска кариера
След няколко сезона като помощник на Роберто Манчини в Лацио и Интер, Синиша Михайлович се изправя пред ново предизвикателство. През сезон 2008/2009, сърбинът за първи път е назначен за старши треньор на отбора Болоня. На 8 декември 2009 година поема отборът на Катания с договор до 2011 година. След успешен за амбициите на клуба сезон, в който запазва мястото на тима си в серия А, Михайлович е привлечен за старши треньор на амбициозния тим на Фиорентина през сезон 2010/2011. Стартът на сезона с 3 победи и 7 загуби обаче му изиграва лоша шега и на 7 ноември 2011 година шефовете на клуба обявяват уволнението на своя треньор. Почти веднага след като губи позицията си, започват да се носят слухове, че Михайлович ще бъде назначен за селекционер на отбора на родината си Сърбия. В крайна сметка слуховете се оказват истина и на 21 май 2012 година Михайлович е официално представен като новият селекционер на отбора на Сърбия.

## Други
Въпреки че е от смесен брак, баща му Бобан е сърбин, а майка му Виктория е от Хърватия, той можел да играе едновременно и за Хърватия и за СР Югославия (сега Сърбия). Той избрал да играе за Югославия, тъй като се чувствал повече сърбин. Част е от златното югославско младежко поколение, което печели Световното първенство за младежи през 1987 г. в Чили. Освен Михайлович, други ключови имена в отбора са играчи като Просинечки, Бобан, Миятович, Бърнович, Стимач и Ярни. Заради войната в Югославия тези футболисти нямат възможност да играят на Световното през 1994 г. в САЩ, когато са в разцвета на силите си. На 9 април 2006 г. в мач на Интер срещу Асколи в италианската Серия А, Михайлович вкарва своя 27-и гол от фаул, което е абсолютен рекорд за Калчото. През сезон 2005/2006 Синиша прекратява кариерата си. Продължава да работи в Интер, като помощник на треньора Роберто Манчини. От 16 юни 2015 година е старши треньор на Милан.